# Борисова, Нинель Андреевна
Нинель Андреевна Борисова (7 ноября 1924, Бирск, Башкирская АССР — 10 августа 2019, Уфа) — невролог, почётный академик АН РБ (1995), доктор медицинских наук (1972), профессор (1973), заслуженный деятель науки БАССР (1979).

## Биография
Родилась 7 ноября 1924 года в Бирске Башкирской АССР. В 1947 году окончила Башкирский государственный медицинский институт. После окончания института работала там же клиническим ординатором, ассистентом, доцентом, профессором, зав. кафедрой. С 1967 года по 1989 год возглавляла кафедру нервных болезней.
В 1958 году защитила кандидатскую диссертацию на тему «Состояние нервной системы, содержание глютатиона и холинэстеразы у рабочих-нефтяников», в 1971 году защитила докторскую диссертацию.
С 1989 года профессор кафедры неврологии с курсами нейрохирургии и медицинской генетики БГМУ.
С 2000 года руководитель центра по профилактике сосудистых заболеваний мозга Уфы под эгидой НАБИ; председатель Башкирского отделения Российского общества неврологов (с 1966 года).

## Научная деятельность
Научное направление работы Борисовой: сосудистые заболевания мозга, сирингомиелии, неврологической болезненности. Ею были разработаны новые методы диагностики и лечение сирингомиелии, сосудистых заболеваний мозга.
Борисова около 20 лет была главным неврологом Министерства здравоохранения республики, председателем (с 1961 года) Общества неврологов Башкортостана.

## Труды
Является автором свыше 340 научных трудов, в том числе 5 монографий, имеет 14 авторских свидетельств на изобретения.
Некоторые труды
- Экологические и генетические аспекты неврологической заболеваемости в Башкирии. М.: ВЗПИ, 1991.
- Проблемы экологии и принципы их решения на примере Южного Урала. М.: Наука, 2003 (соавтор).
- Применение церобролизата в неврологической практике. Уфа: ФГУП НПО «Микроген» Минздрава России, 2006.
- Эндоназальный электрофорез с танаканом при лечении ранних форм сосудистых заболеваний мозга / Н. А. Борисова [и др.] // Журнал неврологии и психиатрии им. С. С. Корсакова. — 2008. — Том 108, N 5. — С. 89-91. — ISSN 00444588.
- Н. А. Борисова // Медицинский вестник Башкортостана. — 2008. — Том 3, N 2 . — С. 102—103.
- Опыт лечения болевого синдрома в спине баклосаном в условиях поликлиники г. Уфы / Н. А. Борисова [и др.] // Медицинский вестник Башкортостана. — 2010. — Т. 5, № 1. — С. 46-47. — ISSN 19996209.

В соавторстве
- Борисова Н. А., Валикова И. В., Кучаева Г. А. Сирингомиелия. — М.: Медицина, 1989. — ISBN 5-225-01578-6
- Сирингомиелия в Башкортостане: (материалы этиологического и патогенетического анализа) / Н. А. Борисова, Т. Р. Мирсаев // Журнал неврологии и психиатрии им. С. С. Корсакова. — 2007. — Т. 107, № 3. — С. 56-60. — ISSN 00444588.
- Эпидемиологическая характеристика инсульта в г. Уфе по данным регистра / О. В. Качемаева, Н. А. Борисова // Неврологический вестник им. В. М. Бехтерева. — 2007. — Том 39, N 1. — С. 45-48. — ISSN 10274898.
- Состояние нервной системы, мозговой гемодинамики и некоторых биохимических показателей у сварщиков / М. А. Бойкова, Н. А. Борисова, С. А. Башкатов // Неврологический вестник им. В. М. Бехтерева. — 2007. — Том 39, N 4. — С. 17-20. — ISSN 10274898

## Награды и признание
Деятельность Борисовой отмечена высокой правительственной наградой — орденом Трудового Красного Знамени (1971), медалями и значком «Отличник здравоохранения».
В 1979 году её заслуги в разработке научных проблем в области неврологии и подготовке научных кадров для республики отмечены званием «Заслуженный деятель науки БАССР».
В 1992 году за «большой личный вклад в развитие здравоохранения и подготовку квалифицированных специалистов» награждена Почётной грамотой Президиума Верховного Совета Российской Федерации.
В 1994 году избрана Почётным академиком АН Республики Башкортостан.